# 보코노토

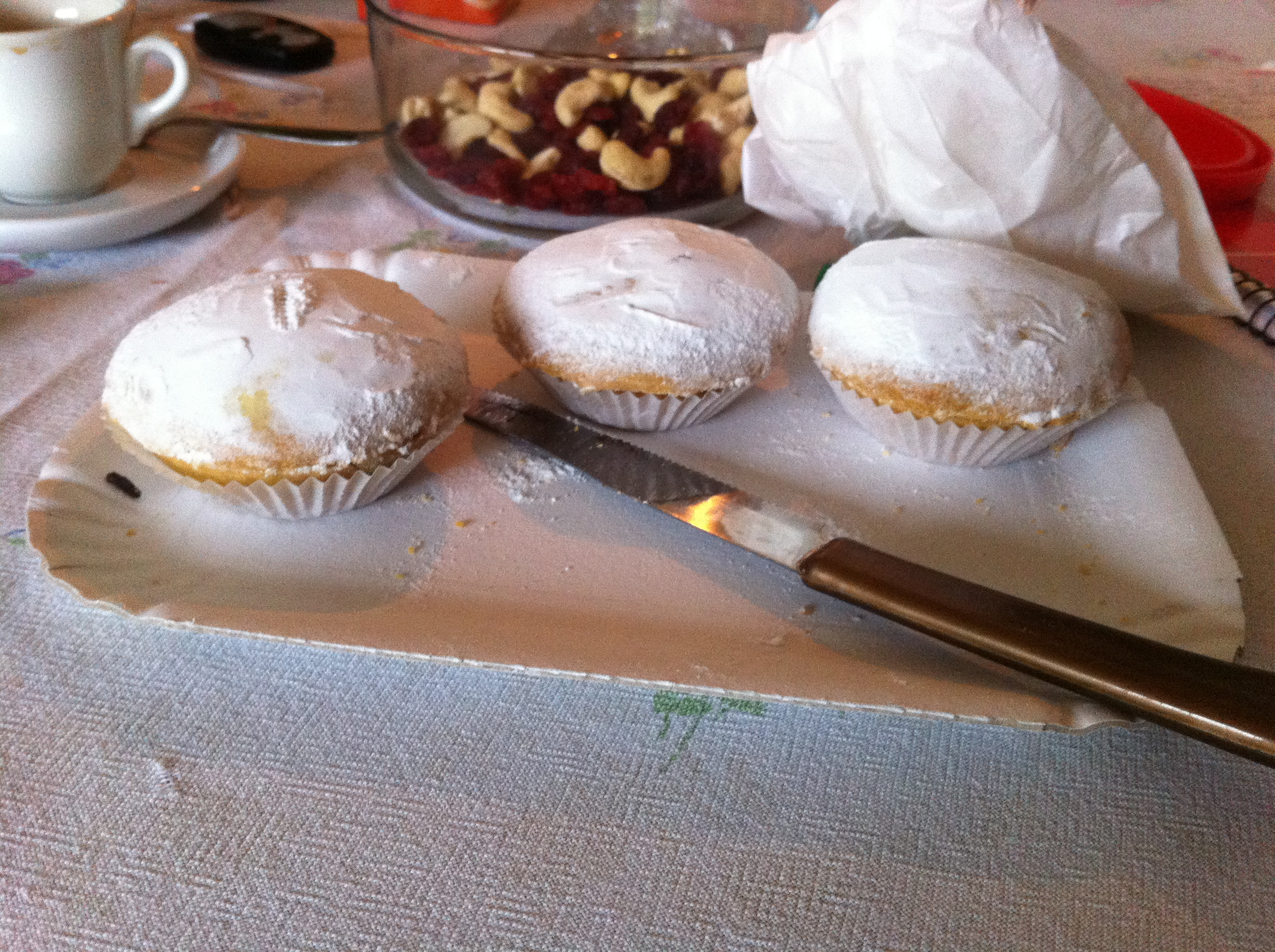

보꼬노토(bocconotto) 또는 보코노토는 이탈리아의 아브루초, 풀리아 그리고 칼라브리아의 대표적인 페이스트리다. 주로 크리스마스에 먹는다.
만들때 지역마다 속을 채우는 재료는 다양한데, 아브루초에서는 코코아 파우더, 계피 그리고 구운 아몬드로 채운다.